# Бічні удари (фільм)
Бічні удари (англ. Sidekicks) — американський фільм режисера Аарона Норріса.

## Сюжет
Беррі не користується авторитетом з-поміж однокласників. По-перше, він не є фізично сильним через астму, яка мучить його постійними і раптовими нападами. По-друге, духом хлопець теж слабенький, не завжди наважується відповісти кривдникові. А по-третє, він є ще й мрійником, який щоразу опиняється поруч із героєм Чаком Норрісом, борцем за справедливість.

## У ролях
- Бо Бріджес — Джеррі Габревскі
- Джонатан Брендіс — Баррі Габревскі
- Мако — містер Лі
- Джулія Ніксон-Соул — Норін Чан
- Джо Піскопо — Келлі Стоун
- Деніка МакКеллар — Лорен
- Джон Бьюкенен — Ренді Челліні
- Річард Молл — Хорн
- Герріт Грем — Марес
- Денніс Берклі — Генк
- Чак Норріс — Чак Норріс

## Цікаві факти
- Цей фільм один з небагатьох, який переважно знімали в Х'юстоні, Техас. Його фінансуванням займався відомий бізнесмен Джим Макгвайер, що вклав у цей фільм 8 мільйонів доларів. Можливо, через те, що з ідеєю цього фільму до нього звернувся сам Чак Норріс. У книзі Макгвайера, «Always Think Big», він зізнається, що фінансування фільму було великою помилкою.
- В основу ідеї цієї картини були покладені реальні факти. Саме астма змусила серйозно займатися бойовими мистецтвами Річарда Нортона. Він вивчав карате стилю годзю-рю. Стати знаменитим актором йому допоміг Чак Норріс.